# Apalis binotata
Apalis binotata е вид птица от семейство Cisticolidae.

## Разпространение
Видът е разпространен в Ангола, Камерун, Демократична република Конго, Екваториална Гвинея, Габон, Танзания и Уганда.